# Gaspara Stampa
Gaspara Stampa (1523 – 23 tháng 4 năm 1554) – nữ nhà thơ Ý thời Phục Hưng. Sinh thời bà không được coi là nhà thơ nổi tiếng, vinh quang chỉ đến vào thời chủ nghĩa lãng mạn, còn hiện nay bà được coi là nữ nhà thơ hàng đầu của Ý thời đại Phục Hưng.

## Tiểu sử
Gaspara Stampa sinh ở Padua trong khoảng thời gian từ 1520 đến 1525, là con gái của Bartolomeo, một thương gia người Milan. Khi Gaspara lên tám tuổi thì bố mất, mẹ đưa các con về quê ở Venice. Những đứa trẻ được học văn học, lịch sử, hội họa và âm nhạc. Gaspara là cô bé đàn giỏi và hát hay, thường hát và ngâm thơ của Petrarca. Anh trai của Gaspara học Đại học Padua làm thơ hay và được các nhà thơ nổi tiếng ủng hộ, ngôi nhà của họ trở thành một nơi gặp gỡ của những nhà thơ, nhà văn nổi tiếng, nhiều người trở thành bạn thân của Gaspara. Thời gian này Gaspara làm thơ lấy bút danh Anassilla.
Năm 1544 anh trai mất, Gaspara đi tu một thời gian nhưng sau đó đã trở lại đời sống trần tục và yêu ngài bá tước Collaltino di Collalto. Tình yêu này kéo dài trong 3 năm (1548 – 1551) và kết quả là có 311 bài thơ tình viết về người này. Sau Collaltino di Collalto, Gaspara còn yêu một người nữa và cũng làm thơ về người này, mặc dù không nhiều. Gaspara Stampa mất năm 31 tuổi, theo một giả thiết là tự tử vì thất tình, theo một giả thiết khác là do bệnh.
Sau khi Gaspara mất, em gái Cassandra xuất bản tập Thơ (Rime, 1554) đề tặng Giovanni Della Casa – nhà thơ và là bạn của hai người. Phần lớn thơ trong tác phẩm này là những bài thơ về Collaltino di Collalto. Tuy nhiên lần xuất bản này không hề có được sự thành công nào. Chỉ đến năm 1738 một người cháu Collaltino di Collalto in lại tập thơ trên thì thơ của Gaspara Stampa mới trở nên nổi tiếng, đặc biệt là trong thời kỳ chủ nghĩa lãng mạn.

## Tác phẩm
- Thơ (Rime, 1554)
- Toàn tập thơ (The Complete Poems. Chicago, 2010)